# Karl Spiegel (Volkskundler)
Karl Spiegel (* 27. Juli 1863 in Würzburg; † 15. September 1920 in Siegendorf) war ein deutscher Lehrer und Sagensammler.

## Leben
1863 wurde Spiegel als Sohn eines bayrischen Zollbeamten in Würzburg geboren. Bis 1882 besuchte er das Lehrerseminar und wurde dann Hilfslehrer und Schulverweser in Eichenbühl. Schon früh interessierte er sich für volkstümliche Überlieferungen, die später den Grundstock seiner Sagen- und Märchensammlung bilden.
Spiegel war 1894 einer der Gründungsmitglieder des Vereins für bayerische Volkskunde und Mundartforschung. In der Folgezeit war er als Lehrer zunächst in Priegendorf tätig, dann in Birkenfeld, wo er 1897 ein Hügelgrab mit Grabbeigaben aus Bronze entdeckte. Zwischen 1898 und 1908 war er Lehrer in Untersambach. Zuletzt unterrichtete er als Zweiter Lehrer in Unterleinach. Von 1908 bis 1910 hatte er dort 38 Sagen des Leinachtals, die ihm ältere Menschen aus Unterleinach und Oberleinach zutrugen, gesammelt und anschließend 1910 in der Zeitschrift Das Bayerland veröffentlicht. Zudem hatte er heute fast vergessene bäuerliche Stallbräuche aus der Zeit um 1900 gesammelt. Spiegel war ehrenamtlicher Mitarbeiter des Landesamtes für Denkmalpflege. Im Juli 1908 hatte er dem Landesamt für Denkmalpflege Würzburg die Entdeckung eines Hügelgrabs in Unterleinach gemeldet und über Funde jungsteinzeitlicher Steinbeile berichtet. Auch erforschte er Hügelgräber auf Oberleinacher Gemarkung. Er wurde 1910 wegen eines Herzleidens in den vorzeitigen Ruhestand geschickt und kehrte in seine Heimatstadt Würzburg zurück.
Im Jahr 1912 erschien die Sammlung Sagen und Skizzen aus dem Steigerwald, zusammen herausgegeben mit Johann Ludwig Klarmann, und 1914 seine kleine Sammlung mit Märchen aus Bayern als „Wissenschaftliche Beilage zum Jahresbericht des Vereins für bayerische Volkskunde und Mundartforschung“.